# Bradysia paralobata
Bradysia paralobata är en tvåvingeart som beskrevs av Werner Mohrig och Boris Mamaev 1989. Bradysia paralobata ingår i släktet Bradysia och familjen sorgmyggor.
Artens utbredningsområde är Turkmenistan. Inga underarter finns listade i Catalogue of Life.